# Twå kvinnor
Twå kvinnor (originaltitel: Two Women), amerikansk film från 1915.

## Om filmen
Filmen hade premiär i USA den 5 januari 1915.

## Rollista
- Anita Stewart - Enid Arden
- Earle Williams - John Leighton
- Julia Swayne Gordon - Emily Leighton
- Harry Northrup - W.G. Griggs